# Carlos Nine
Carlos Nine (Buenos Aires, 21 februari 1944 - 16 juli 2016) was een Argentijnse striptekenaar.
Carlos Nine studeerde onder andere beeldhouwkunst. Zijn werk combineert tekeningen en andere kunstvormen, zoals fotografie. Hij was bevriend met Alberto Breccia. Zijn strip Saubón over een eend die van kippen houdt, noemt Nine autobiografisch. In deze strip steekt hij de draak met de psychoanalyse.
Er zijn tot nu toe slechts twee boeken van hem in het Nederlands vertaald: Donjon Monsters 8 - Hartzeer en Pampa.

## Werk
- Saubón le petit canard
- Fantagas, 2 delen
- Keko le magicien
- Donjon monsters, deel 8 (scenario Sfar en Trondheim)
- Pampa, 3 delen (scenario Jorge Zentner), in het Nederlands uitgegeven door Uitgeverij Sherpa
- Le goût du paradis

- Biblioteca Nacional de España: XX1021044
- Bibliothèque nationale de France: cb13581981n (data)
- Gemeinsame Normdatei: 134111230
- International Standard Name Identifier: 0000 0000 7822 1322
- Library of Congress Control Number: n97024868
- Nationale Bibliotheek van Israël: 987007265917705171
- Nederlandse Thesaurus van Auteursnamen: 327697342
- Système universitaire de documentation: 057744580
- Union List of Artist Names: 500372742
- Virtual International Authority File: 9125633
- WorldCat: E39PBJtrQkWW9vfTH3bHtFbfMP